# Atešgah (Tbilisi)
Atešgah (gruzínsky ათეშგა, persky آتشگاه‎) je starobylý zoroastrický chrám v gruzínském hlavním městě Tbilisi. Byl postaven v době, kdy byla Gruzie částí Perské říše v Sásánovské éře (224–651). 
Název „atešgah“ pochází z perštiny a znamená v překladu „místo ohně“. Chrám je považován za „nejseverněji položený zoroastrický chrám ohně na světě“ a jediný „chrám ohně v Gruzii“.
Budova se nachází asi 100 metrů východně od „horního“ Betlémského kostela ve Starém městě, na ulici Gomi, ve svahu severovýchodně od sochy Matky Gruzie. northeast of the Mother Georgia statue. Jedná se o starobylou cihlovou budovu, kvůli její ochraně nad ní byla umístěna oblouková střecha z akrylátového skla. Chrám je jednou z nejstarších sakrálních staveb ve staré části gruzínského hlavního města.
Atešgah se zachoval díky své „nenápadné“ poloze v rámci starého města. O době jeho vzniku je známo málo informací, historikové se domnívají, že vznikl za vlády Sásánovců. Během válek mezi perskými a tureckými muslimy se dostalo Tbilisi do tureckých rukou a chrám byl ve 20. letech 18. století částečně přestavěn na mešitu. Ta byla po jejich vyhnání v roce 1735 zbořena.

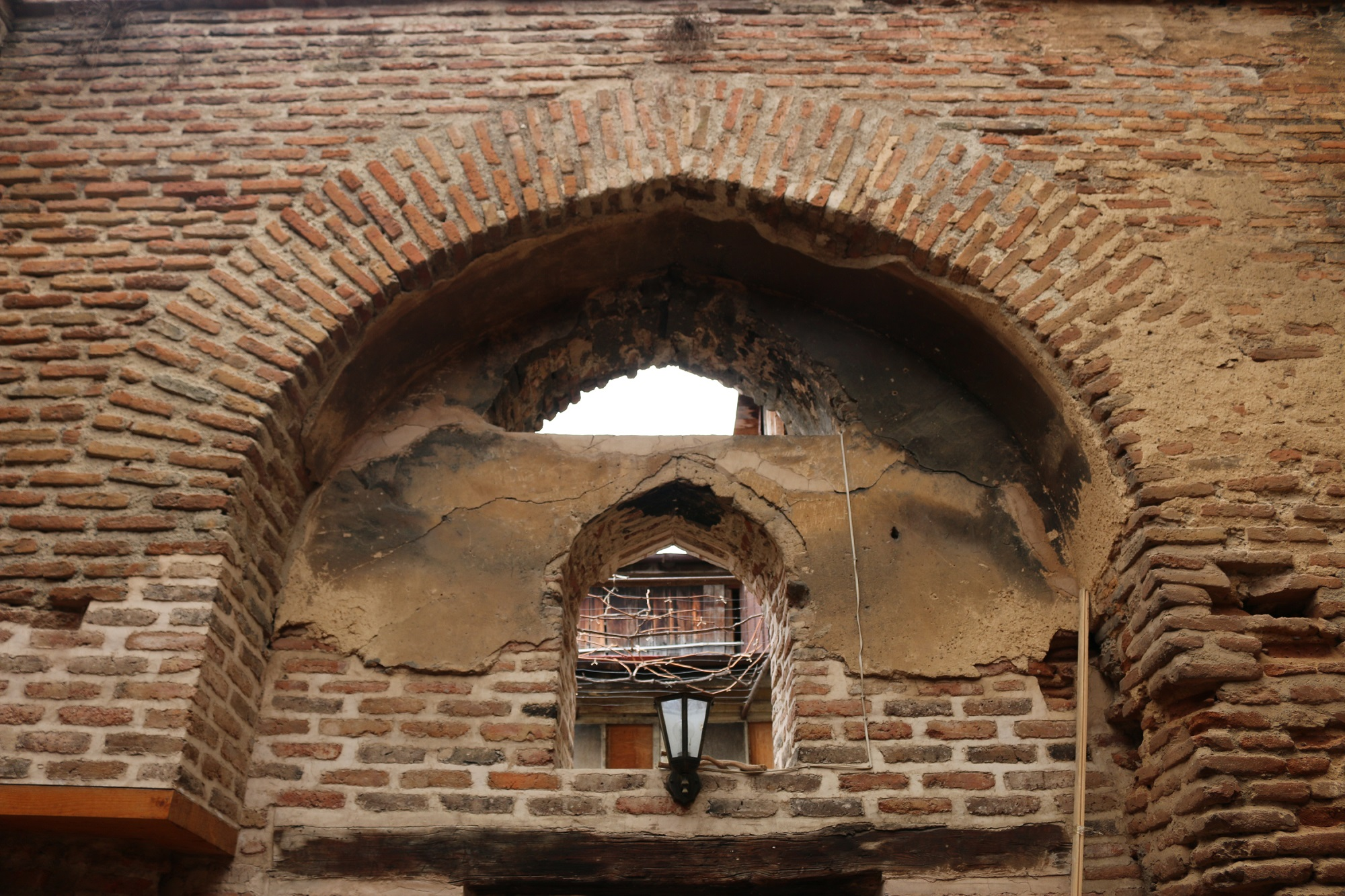
Interiér

Budova je od roku 2017 zapsána na gruzínském seznamu nemovitých kulturních památek celostátního významu. V 21. století je zakonzervována a existuje projekt na její restaurování. Přístup do budovy je možný jen přes sousední obytné budovy. V roce 2007 se k projektu obnovy chrámu připojila norská vláda.